# Ultraleichtfluggelände Kleinhartpenning

i7
i11
i13
Das Ultraleichtfluggelände Kleinhartpenning ist ein Ultraleichtfluggelände im Gebiet des Gemeindeteils Kleinhartpenning des Marktes Holzkirchen im Landkreis Miesbach in Bayern. Der Platzhalter und Betreiber ist Bernhard Limmer.

## Lage
Das Ultraleichtfluggelände liegt etwa 2,8 km südwestlich von Holzkirchen.

## Flugbetrieb
Das Ultraleichtfluggelände ist ausschließlich zugelassen für Ultraleichtflugzeuge, die von Bernhard Limmer, Thomas Hünerfauth und einer dritten vom Platzhalter festzulegenden Person betrieben werden. Es dürfen maximal 120 Flugbewegungen (Starts und Landungen) pro Jahr durchgeführt werden. Schleppflugbetrieb von Hängegleitern sowie Schulungsbetrieb sind nicht gestattet. Das Ultraleichtfluggelände ist mit einer 305 m langen und 50 m breiten Start- und Landebahn aus Gras (Richtung 07/25) ausgestattet. Es wurde am 28. April 2005 genehmigt.